# Strange Time
Strange Time (з англ. — «Дивний час») — міжнародна художня виставка у віртуальному просторі, створена українським художником Степаном Рябченком в межах творчого об’єднання «Арт Лабораторія». Проєкт було запущено 7 травня 2020 року в період COVID-19 карантину як інтернет-сайт, що розвивається за принципом живого організму, наповнюючись роботами художників з усього світу та розширюючи свої межі.

## Історія

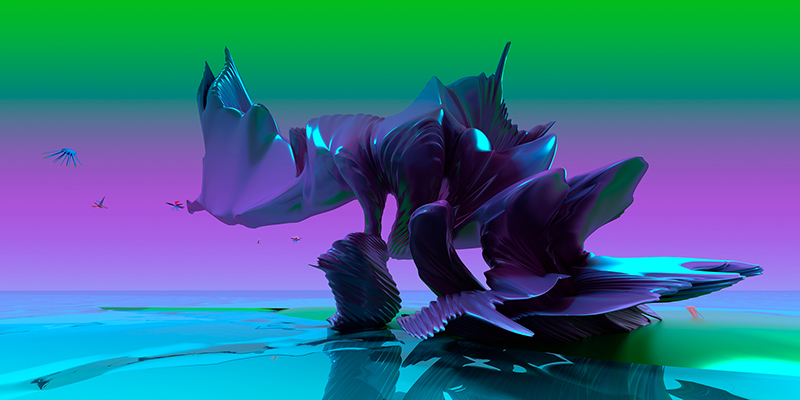
Степан Рябченко, «Мисливець» (2020)

|  | 22 березня 2020 року я наводив порядок у своєму архіві та зустрівся з роботою “Рожевий лис”, яку створив ще у 2018 році. В якийсь момент я відкрив файл та розпочав з ним працювати. Колір цифрового раю несподівано змінився, зображення головного героя отримало іншу форму, а більшість персонажів взагалі залишили простір. Пролунав сигнал тривоги. Так з’явилася робота “Мисливець”, а раз з ним і перша думка про майбутній проєкт. Я ніколи не планував бути куратором, але в період карантину, у зв’язку з тим, що культурне життя завмерло та бувши цифровим художником, я вирішив організувати міжнародну віртуальну виставку, до участі в якій я запросив відомих художників з усього світу. Моєю метою стало бажання показати, на що спрямована сьогодні творча енергія і як художники різних поколінь та поглядів бачать та відчувають цей час. І до моєї радості, проводячи перемовини з кожним з учасників, у мене склалося враження, що вони чекали цей проєкт, всі працювали й були сконцентровані саме на цій темі. |

— Степан Рябченко, автор проекту.

## Концепція
У центрі уваги виставки Strange Time [Архівовано 24 травня 2021 у Wayback Machine.] опинилися не тільки твори мистецтва, але й сам формат репрезентації художників та їхніх робіт на базі Інтернет-сайту, який виступає самостійним твором. Назва виставки «Дивний час» відбила головну мету проєкту: дослідження часу та неоднозначності подій, що відбуваються в сучасному світі шляхом візуальної мови, позицій та маніфестів. Експозиція з простого простору репрезентації перетворилася в ситуацію діалогу та взаємодії між художниками, створюючи певні зв’язки, позиції та відносини. Проєкт створено як організм, що розвивається і постійно поповнюється новими авторами та роботами, розширюючи свої цифрові межі поки міф про COVID-19 не піде у небуття. Після планується видання каталогу та організація масштабної виставки у просторі Національного центру «Український дім» у Києві та в інших інституціях країн учасників проєкту.

## Структура сайту
Проєкт містить розділ «виставка», в якому роботи та цитати художників рухаються екраном монітора як клітини під мікроскопом, утворюючи єдину «культурну мережу». Під час надходження нових робіт поле автоматично розширюється, приймаючи в себе нових художників. Також проєкт містить розділ «учасники», в якому зібрано структурований архів всіх авторів з коротким описом їх творчої діяльності, їх творів та роздумів стосовно часу. У розділі «3 питання — 3 відповіді» зібрані інтерв’ю з учасниками проєкту. Всі відповіді розміщені на загальній сторінці, що дає можливість глядачу дослідити різноманітні точки зору та скласти загальне враження про світобудову через призму художнього погляду.

## Команда
Список наведено відповідно до даних офіційного сайту з розділу команди проєкту:
- Степан Рябченко — автор ідеї, куратор
- Сергій Рябченко — створювач сайту, музичного супроводу та відео презентації проєкту[13]
- Вікторія Кім — головна менеджерка проєкту
- Крістіан Кортегаард Медсен — артконсультант
- Віра Рябченко — координаторка проєкту, перекладачка
- Рамсі Браун — редактор

## Учасники
У проєкті Strange Time на цей момент беруть участь 54 автора. Виставка об’єднала різноманітні погляди та творчі підходи художників з усього світу.
Список наведено відповідно до даних офіційного сайту з розділу учасників проєкту:
- lom-of-LaMa
- Алекс Юдзон
- Олександр Ройтбурд
- Альоша
- Алехандро Леонхарт
- Андерс Крісар
- Андрій Сагайдаковський
- Бріджит Бьерре
- Валентин Абад
- Василь Рябченко
- Василь Цаголов
- Віктор Сидоренко
- Вікторія Кідді
- Вільям Йорк
- Гіл’єрмо Мора
- Джанесса Кларк
- Джезу Морат’єль
- Джин Кігель
- Джуліо Малінверні
- Девід Баскін
- Девід Чуприн
- Жофруа Амараль
- Йохен Мюленбрінк[de]
- Кенні Шарф[en]
- Лінда Дрейпер
- Люс’єн Дульфан
- Марина Скугарєва
- Нік Рамаж
- Микита Сторожков
- Микола Маценко
- Ніколя Віонне
- Норіко Окаку
- Олег Тістол
- Омрі Хармелін
- Павло Керестей
- Паоло Аріано
- Педро Матос
- Пол Кулі
- Річі Кулве
- Роберт Лаззаріні[en]
- Роксана Джексон
- Самуель Яблон
- Сергій Святченко
- Степан Рябченко
- Том МакФарланд
- Фелікс Шрамм[en]
- Фернандо Молетта
- Філіп Лоерш
- Хайрулла Рахім
- Ханна Халлерманн
- Ейнар Фалур Інголфссон
- Ерік Соммер[en]
- Якуб Хубалек